# (2897) Ole Römer
(2897) Ole Römer es un asteroide perteneciente al cinturón de asteroides, descubierto el 5 de febrero de 1932 por Karl Wilhelm Reinmuth desde el Observatorio de Heidelberg-Königstuhl, Alemania.

## Designación y nombre
Designado provisionalmente como 1932 CK. Fue nombrado Ole Römer en honor al astrónomo danés Ole Rømer.